# Uniwersytet Botswany
Uniwersytet Botswany (ang. University of Botswana) – instytucja zajmująca się kształceniem na poziomie wyższym w Botswanie, powstała w 1982 z podziału University of Botswana and Swaziland (UBS). Uniwersytet posiada cztery kampusy: dwa w stolicy kraju, Gaborone, jeden we Francistown i jeden w Maun. Uczelnia należy do Stowarzyszenia Uniwersytetów Wspólnoty Narodów.

## Wydziały
- Wydział Pedagogiczny
- Wydział Przedsiębiorczości
- Wydział Inżynierii i Technologii
- Wydział Humanistyczny
- Wydział Nauk Ścisłych
- Wydział Nauk Społecznych